# Wolfgang het wonderjong
Wolfgang het wonderjong is een muzikale theatervoorstelling van het Theater Oostpool uit 2022 onder regie van Pieter Kramer. De toneeltekst is van Don Duyns, de liedjesteksten van Theo Nijland, de muziek van Wolfgang Amadeus Mozart. Centraal thema is de bemoeienis van ouders met muzikale talenten, waarbij de vriendschap tussen 'Wolfie' Mozart en 'Tonnie' Salieri omslaat in haat.De voorstelling zit vol parodieën op de moderne entertainmentindustrie.

## Plot
Wolfie en Tonnie komen elkaar als rivalen eerst tegen in de Oostenrijkse versie van The Voice. Later zijn zij vrienden als zij een studiebeurs krijgen van de Oostenrijkse  Keizer Jozef II. De moeder van Salieri dwarsboomt het succes van Wolfie.

## Rolverdeling
De acteurs spelen meerdere rollen, met dientengevolge veel kostuumwisselingen.
- Bart Rijnink: Wolfgang Amadeus Mozart
- Jan-Paul Buijs: Tonnie Salieri
- Dick van den Toorn: muze van Tonnie, vader van Mozart, moeder van de zusjes Weber
- Lukas Smolders: Mamma Salieri, lakei Hausmacher
- Ruth Sahertian: muze van Wolfie, zangeres Luise Weber
- Alex Hendrickx: een mallotige Keizer Jozef II
- Jip Wassenberg: Nannie Mozart, Sofie Weber
- Sara Afiba: Constance Weber, kamenierster Gretchen
- Sidar Toksoz: hofcomponist Bockwurst, pizzabezorger en manager Heinrich Klei, Otto Pfankuchen.